# Alma Vii
Alma Vii – wieś w Rumunii, w okręgu Sybin, w gminie Moșna. W 2011 roku liczyła 367 mieszkańców.